# Tipperary (miasto)
Tipperary (inaczej Tipperary Town, irl. Tiobraid Arann) – miasto w Irlandii, w hrabstwie Tipperary. Populacja w 2011 r. wynosiła 4322 osoby. Miasto leży przy trasie N24 pomiędzy Limerick i Waterford.
Miasto zostało rozsławione przez pieśń It’s a Long Way to Tipperary (Długa droga do Tipperary) skomponowaną w roku 1912 przez Jacka Judge’a, brytyjskiego twórcę piosenek i showmana muzycznego. Pieśń stała się popularna najpierw wśród oddziałów irlandzkich a następnie także innych żołnierzy angielskojęzycznych na frontach I wojny światowej. Choć powstała przed wybuchem tej wojny i nie miała wprost z nią wiele wspólnego stała się jednym z jej symboli a zwrot „It’s a Long Way to Tipperary” zaczął w przenośni oznaczać długą drogę do domu rodzinnego, do ukochanej, do celu, do kresu trudów i wyrzeczeń.